# Nodozana coresa
Nodozana coresa är en fjärilsart som beskrevs av William Schaus 1896. Nodozana coresa ingår i släktet Nodozana och familjen björnspinnare. Inga underarter finns listade i Catalogue of Life.